# ジャン・シメオン・シャルダン

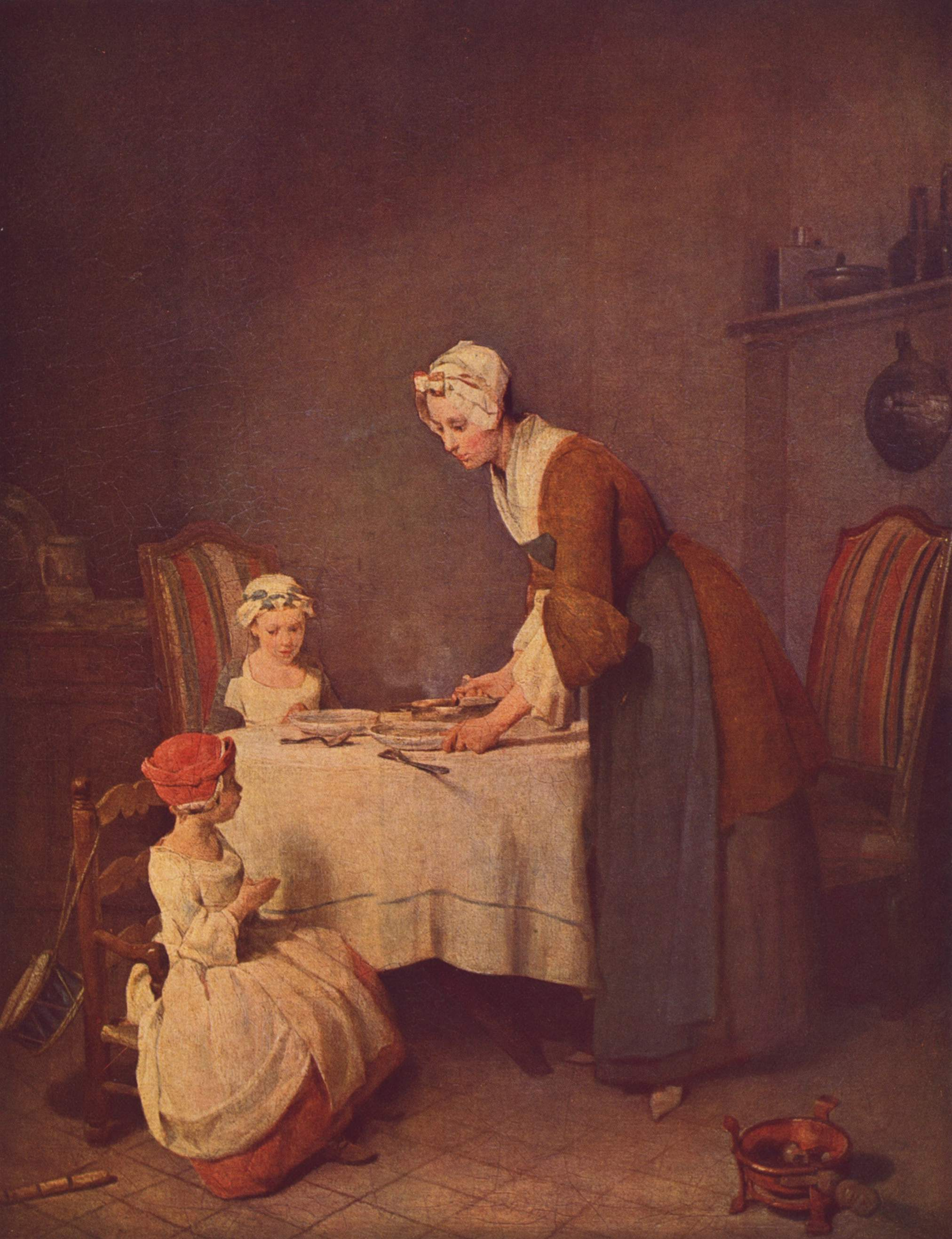
《食前の祈り》(1740年) ルーヴル美術館

ジャン・シメオン・シャルダン（Jean-Baptiste Siméon Chardin, 1699年11月2日 - 1779年12月6日）は、ロココ時代のフランスの画家。

## 生涯
1699年、パリで家具職人の父親のもとに生まれた。1718年から歴史画を得意としていたピエール＝ジャック・カーズ（Pierre-Jacques Cazes）の工房に入って画業を開始。1720年にはノエル＝ニコラ・コワペルにも短期間師事し、その間に静物画を描く助手をつとめたことがあるらしい。
1728年に《赤エイ》と《食卓》で認められて王立絵画彫刻アカデミーの正会員となったが、その後も生計を立てるためフォンテーヌブロー宮殿の修復作業などに参加している。1730年頃から静物画の作品が増え、台所の食器類や食材などを題材とする作品が制作されている。
1731年からはサロン・ド・パリ（官展）に出品を開始。この年にマルグリト・サンタールと結婚、11月には息子ジャン＝ピエールが洗礼を受けている。
1733年頃からは風俗画の作品が増え始め、その大半が食卓の情景やカード遊びに興じる子供などセーヌ左岸の日常生活を主題とする。1735年、妻が死去。1740年にヴェルサイユ宮殿へ参内して献上した《働き者の母》と《食前の祈り》はシャルダンの作品としては特に知られている。1744年にフランソワ＝マルグリト・プジェと再婚。
1752年以降、国王の年金を受けており、また1755年からはアカデミーの会計官をつとめたほかサロンの陳列委員も任され、1757年にルーヴル宮殿にはアトリエ兼住居を授かっている。これは絵画のなかで歴史画に最高の価値が置かれていた当時、風俗画家としては異例の名誉で、彼の作品の買い手や注文主の多くも、国内外の王侯貴族だった。とくにエカチェリーナ2世は、サンクト・ペテルブルクにあるアカデミーの建物のために装飾画を注文しているし、他にも風俗画を含む数点のシャルダン作品を所有していた（《芸術の寓意とその報償》など）。
晩年は息子の溺死 (1772年）、アカデミー会計官の解任 (1774年)と不遇が続き、1779年に死去した。作品総数は201点。

## 画風
ロココ美術全盛の18世紀フランスを生きた画家であるが、その作風は甘美で享楽的なロココ様式とは一線を画し、穏やかな画風で中産階級のつましい生活や静物画を描き続けた。ロココ芸術には批判的だったディドロでさえ、1769年のサロン評で「シャルダンは歴史画家ではないが、偉大な画家である」と記している。
シャルダンの作品は日常的・現実的な題材や真に迫った写実表現などに17世紀オランダ絵画の影響が顕著に見られ、活躍中からフランドル絵画に喩えられていた。また彼の画面構成や陰翳描写は、しばしば後の印象派の先駆とも形容される。
晩年に描かれた幾つかの自画像には、画家の実直な風貌がよく表されている。

## 作品
- 《赤エイ》ルーヴル美術館 La Raie
- 《食前の祈り》ルーヴル美術館 (1740年)、エルミタージュ美術館 (1744年)　La bénédicité
- 《朝の身繕い（部屋着）》ストックホルム国立美術館　La toilette du matin
- 《独楽を回す少年 （さいころ独楽に見入る宝石商ゴドフロワ氏の息子）》ルーヴル美術館 L'Enfant au toton (Portrait du fils de M. Godefroy, joaillier, appliqué à voir tourner un toton)
- 《良き教育》ヒューストン美術館　La bonne éducation
- 《手紙に封印をする女性》シャルロッテンブルク宮（ベルリン）　Femme occupée à cacheter une lettre
- 《ラケットを持つ少女（羽根を持つ少女）》Fillete au volant (Petite fille jouant au volant)
- 《洗濯する女》ストックホルム国立美術館　Blanchisseuse (Petite femme s'occupant à savonner)、エルミタージュ美術館

- 《女の家庭教師》ナショナル・ギャラリー（カナダ）La gouvernante
- 《働き者の母》ルーヴル美術館　La mère laborieuse
- 《たばこ入れ》ルーヴル美術館  La Tabagie
- 《カードのお城》ナショナル・ギャラリー（ワシントン）Le château de cartes
- 《買い物帰りの女中》ルーヴル美術館　La pourvoyeuse
- 《シャボン玉遊び》メトロポリタン美術館　(1733-34年) 、ナショナル・ギャラリー（ワシントン）(1739年以前)、ロサンゼルス・カウンティ美術館 (1739年以降) Bulles de savon

## ギャラリー

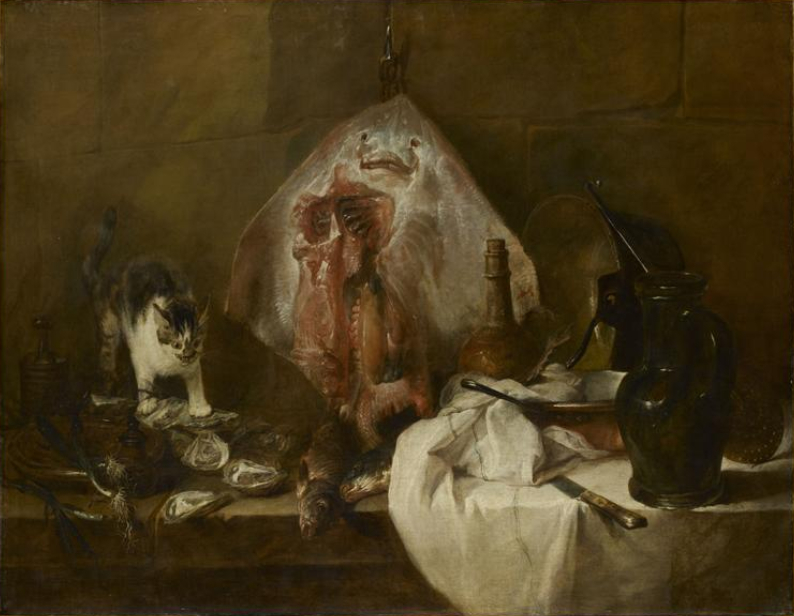
《赤エイ》 1728年、油彩 (114.5x146 cm) ルーヴル美術館
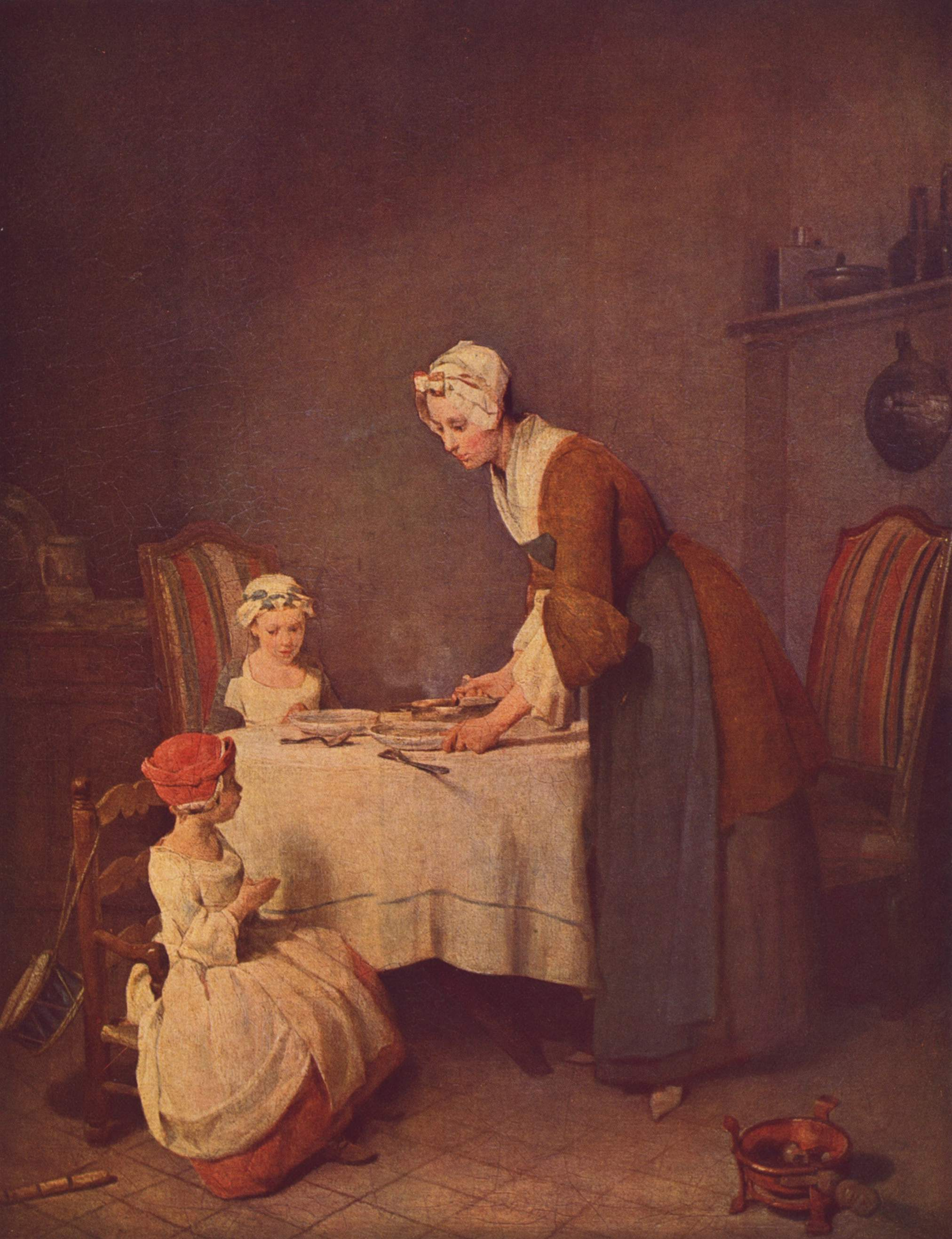
《食前の祈り》 1740年、油彩 (49.5x39.5 cm) ルーヴル美術館
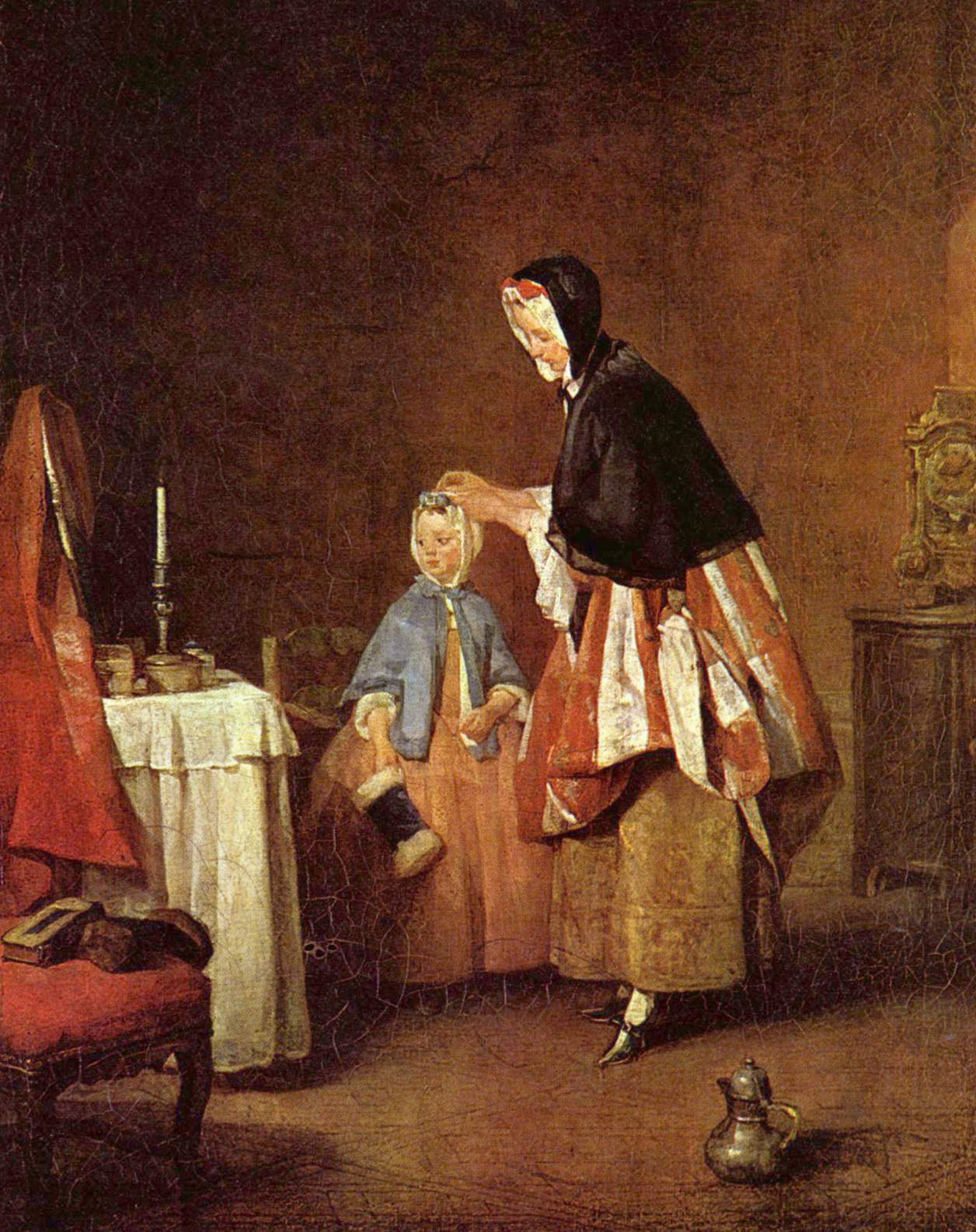
《朝の身繕い（部屋着）》 1741年、油彩 (49x39 cm) ストックホルム国立美術館
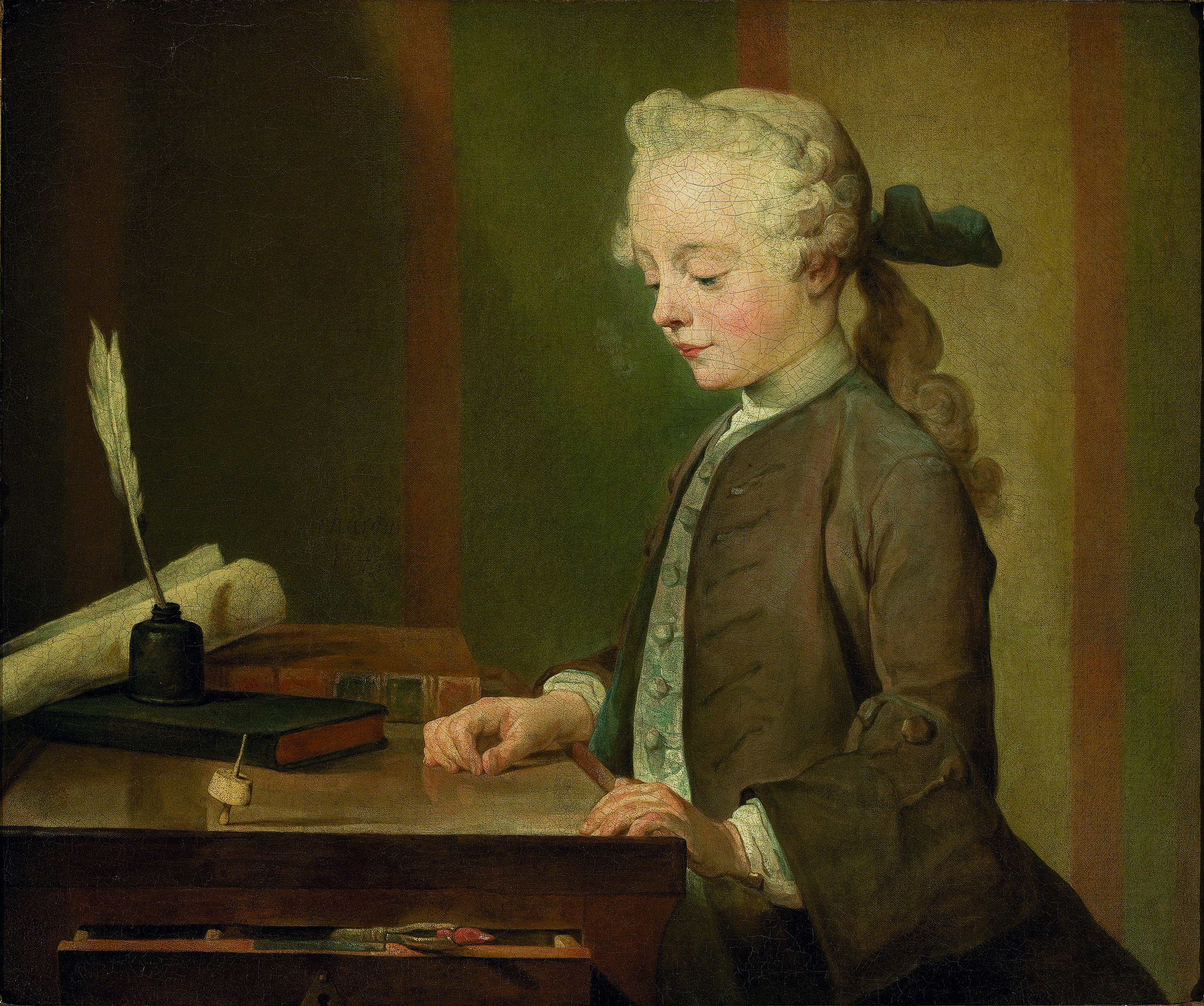
《独楽を回す少年 （さいころ独楽に見入る宝石商ゴドフロワ氏の息子） 》 1738年、油彩 (67x76 cm) ルーヴル美術館
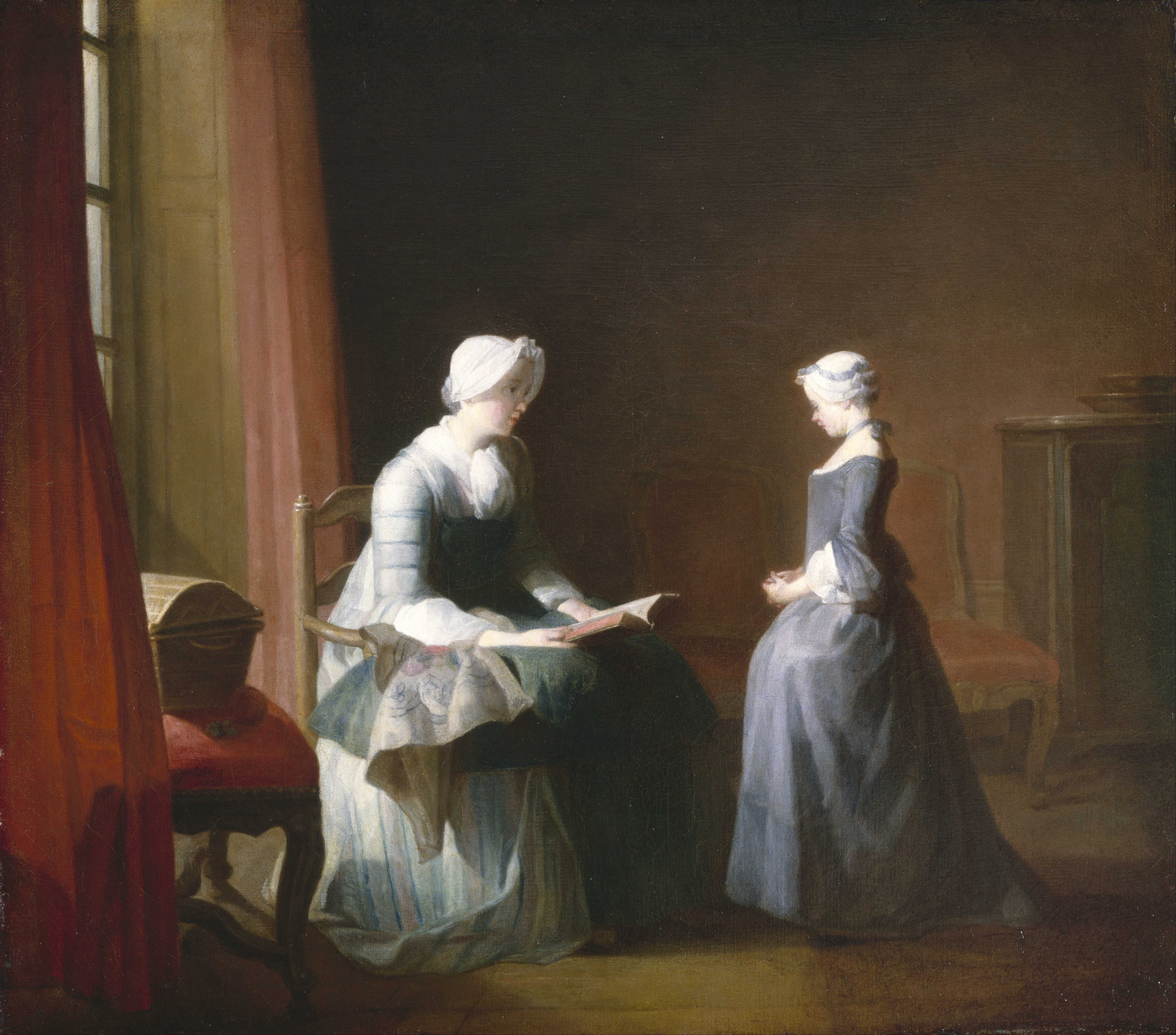
《良き教育》 1753年頃、油彩 (41.4x47.3 cm) ヒューストン美術館
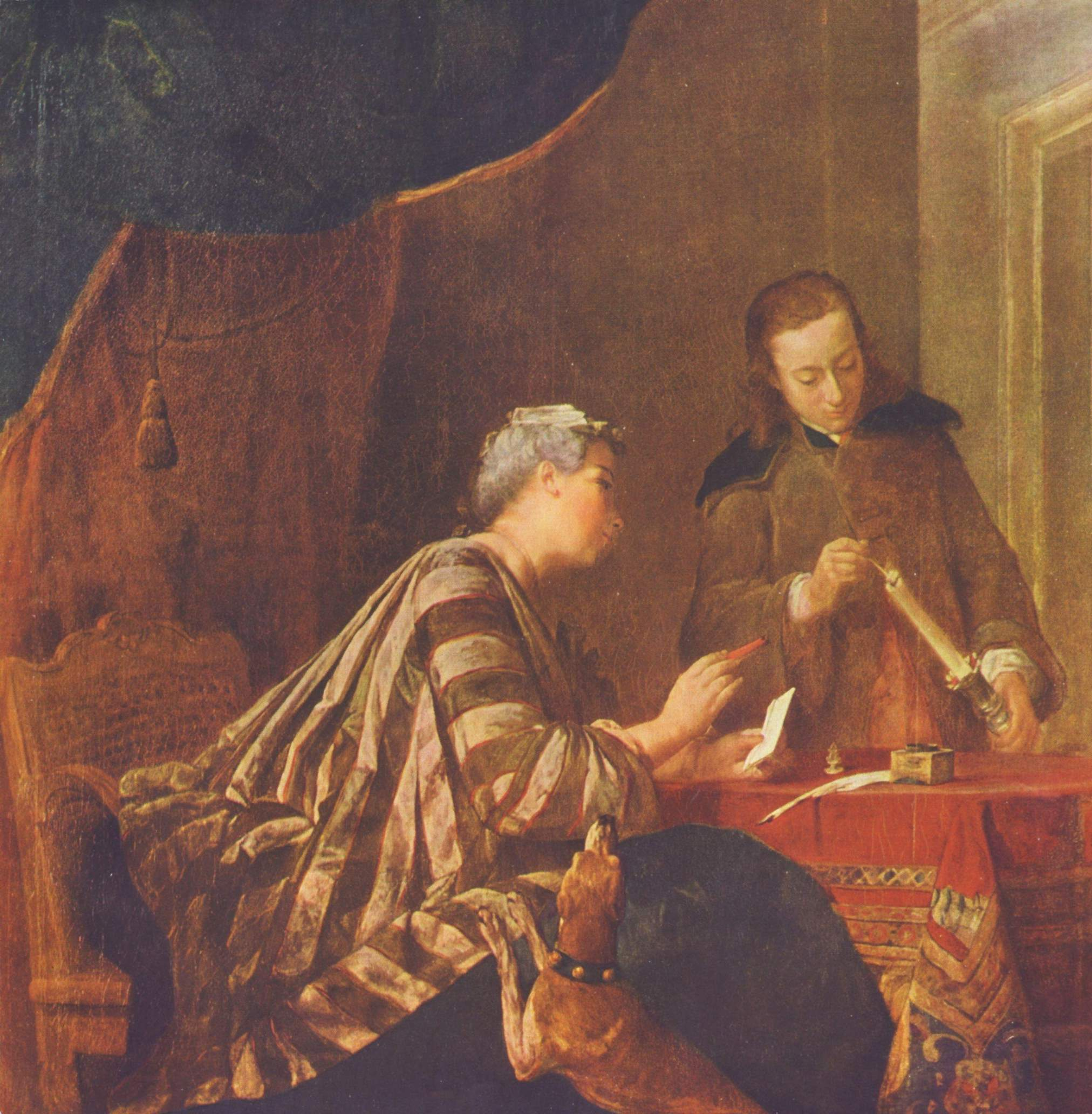
《手紙に封印をする女性》 1733年頃、油彩 (146x147cm) シャルロッテンブルク宮（ベルリン）
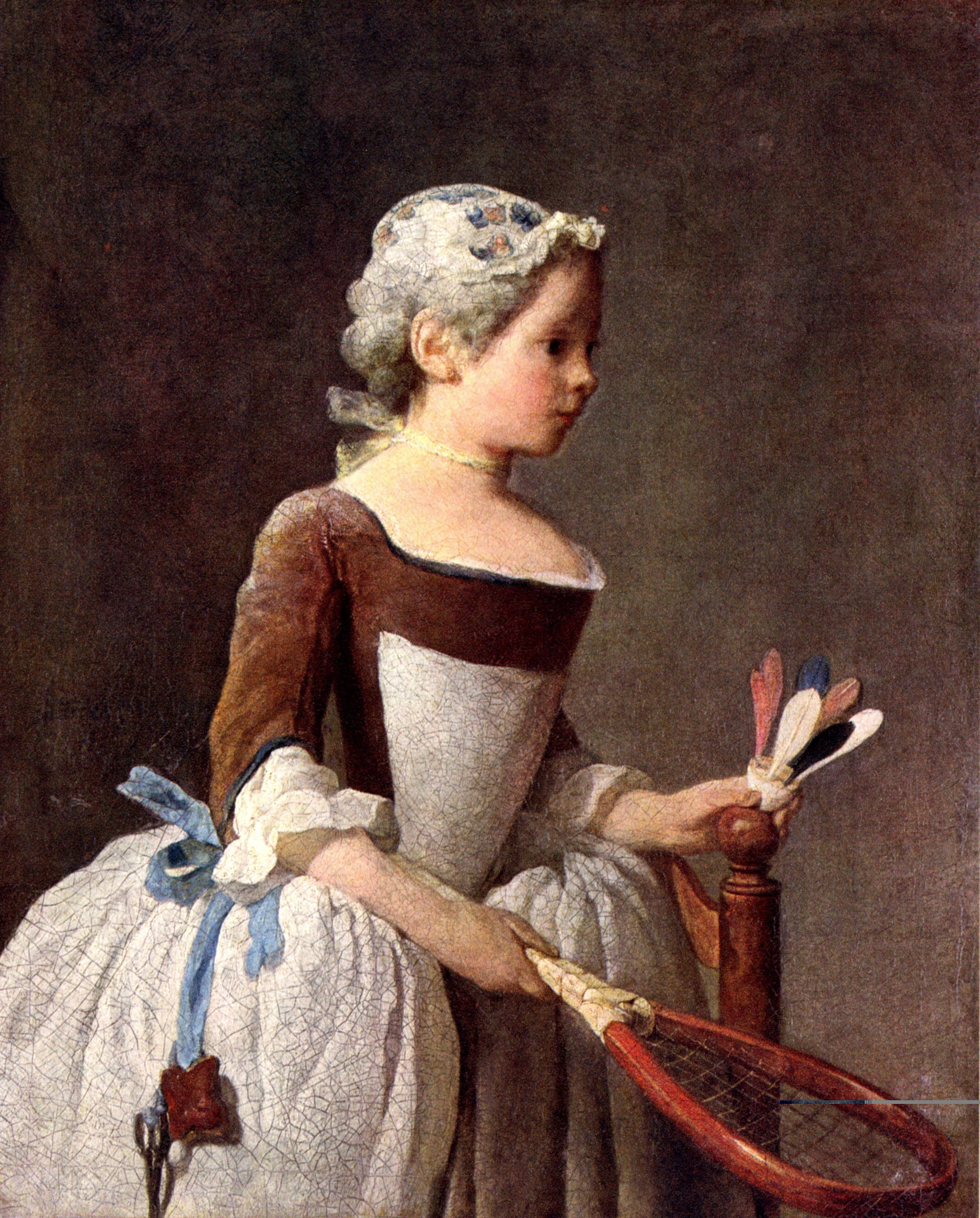
《ラケットを持つ少女（羽根を持つ少女）》 1737年、油彩 (81x65 cm) 個人蔵
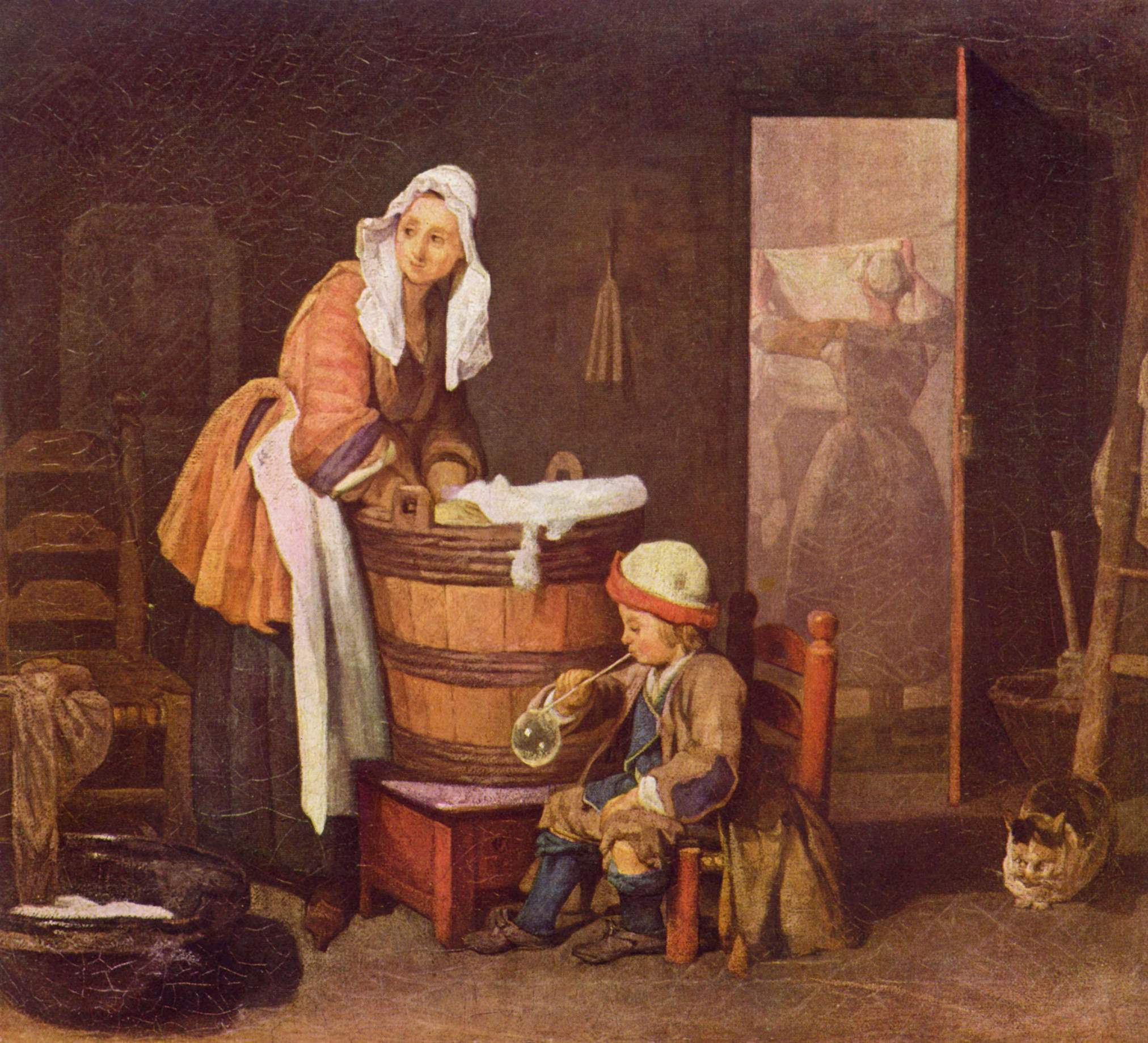
《洗濯する女（洗濯する小間使い）》 1737年、油彩 (37.5x42.5 cm） ストックホルム国立美術館
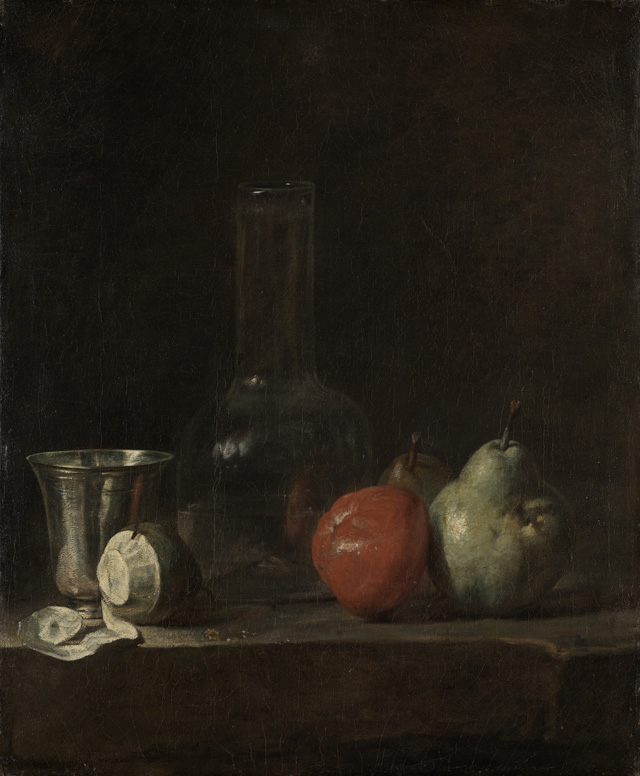
《水差し、ゴブレット、レモン、リンゴ、洋梨のある静物》 1750年頃？、油彩 (55x46 cm) カールスルーエ州立美術館
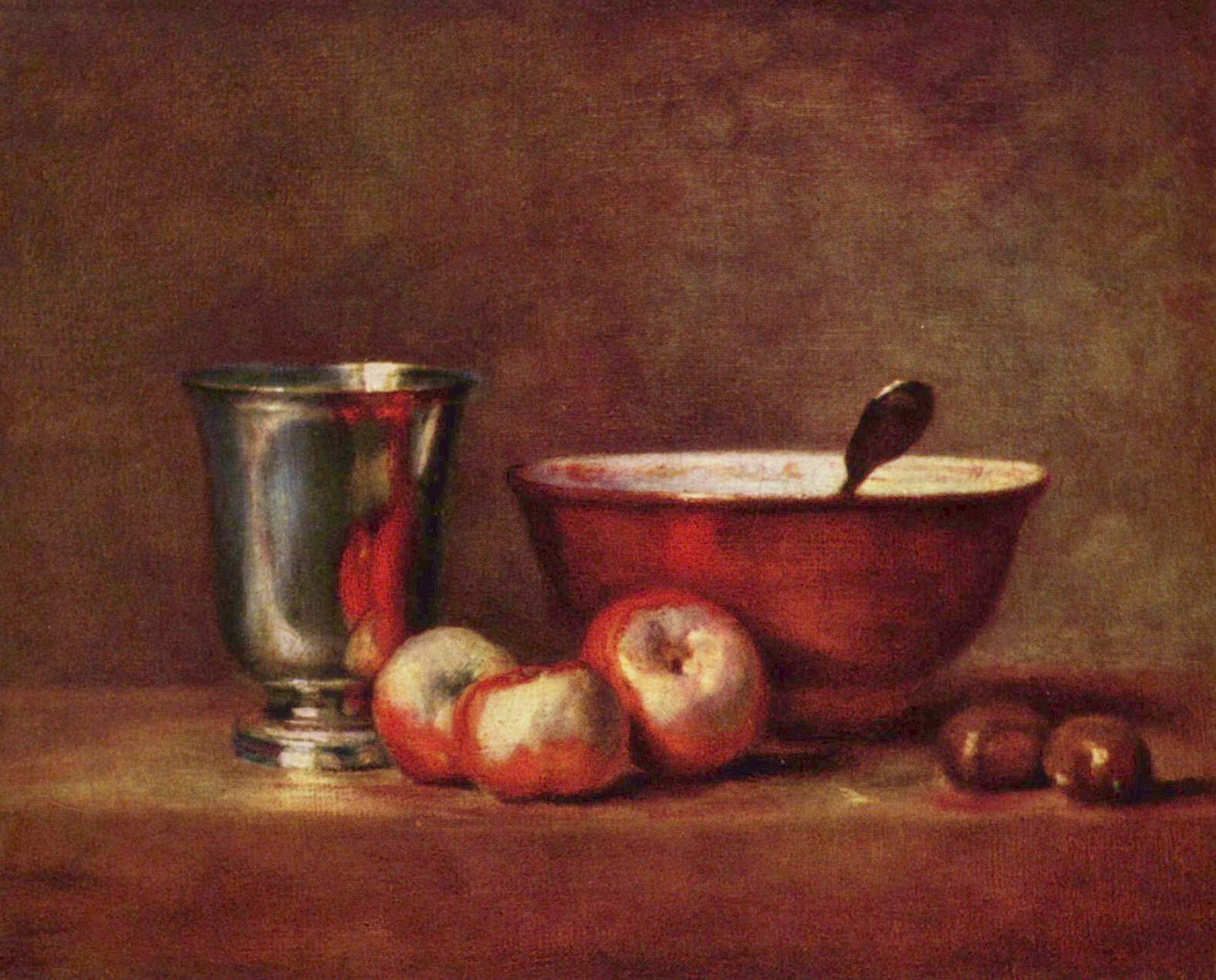
《銀のゴブレットとりんご（銀のゴブレット）（アピ、栗、小鉢と銀のゴブレット）》 1768年頃、油彩 (33x41 cm) ルーヴル美術館
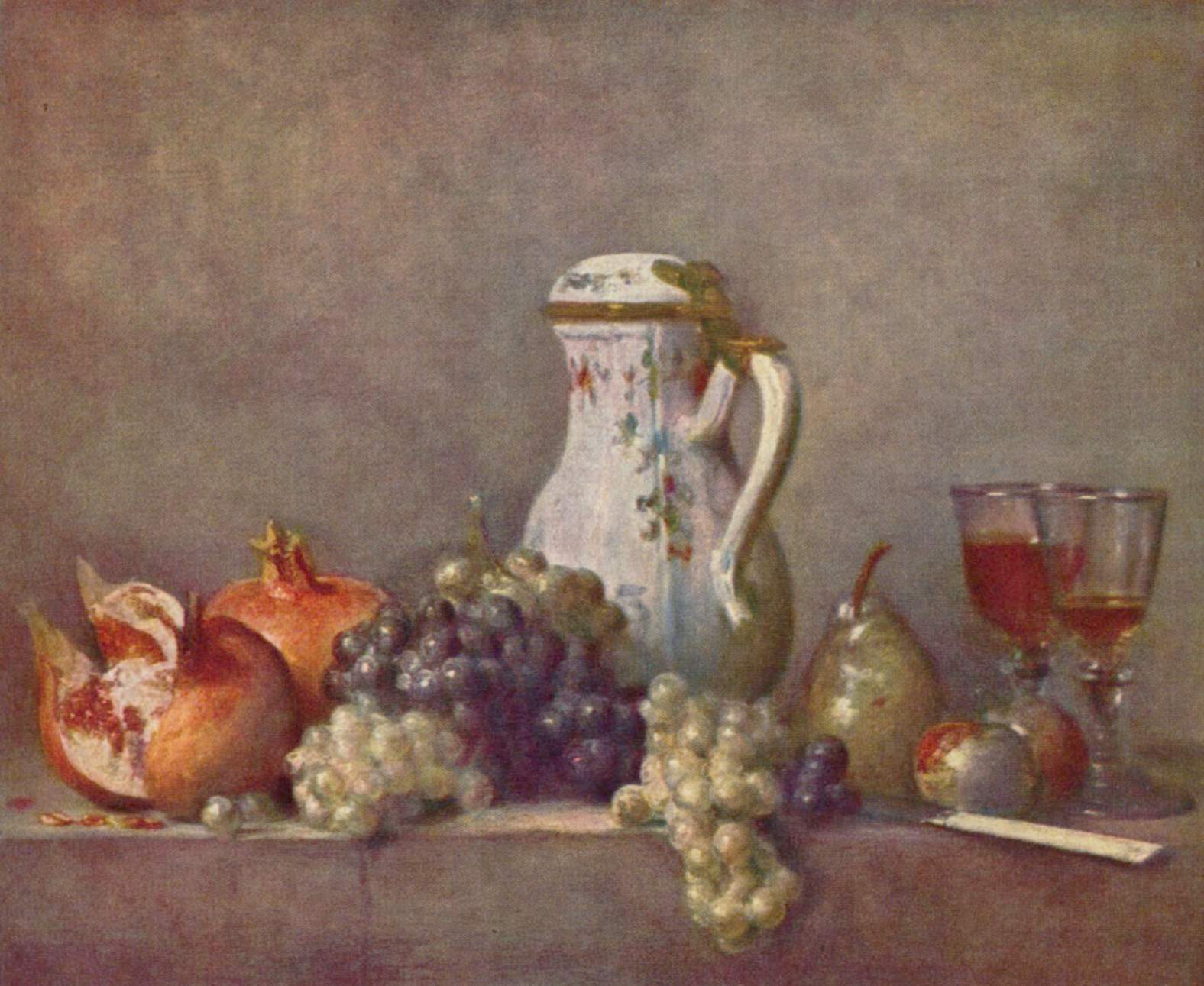
《ブドウとザクロ》 1763年、油彩 (47x57 cm) ルーヴル美術館
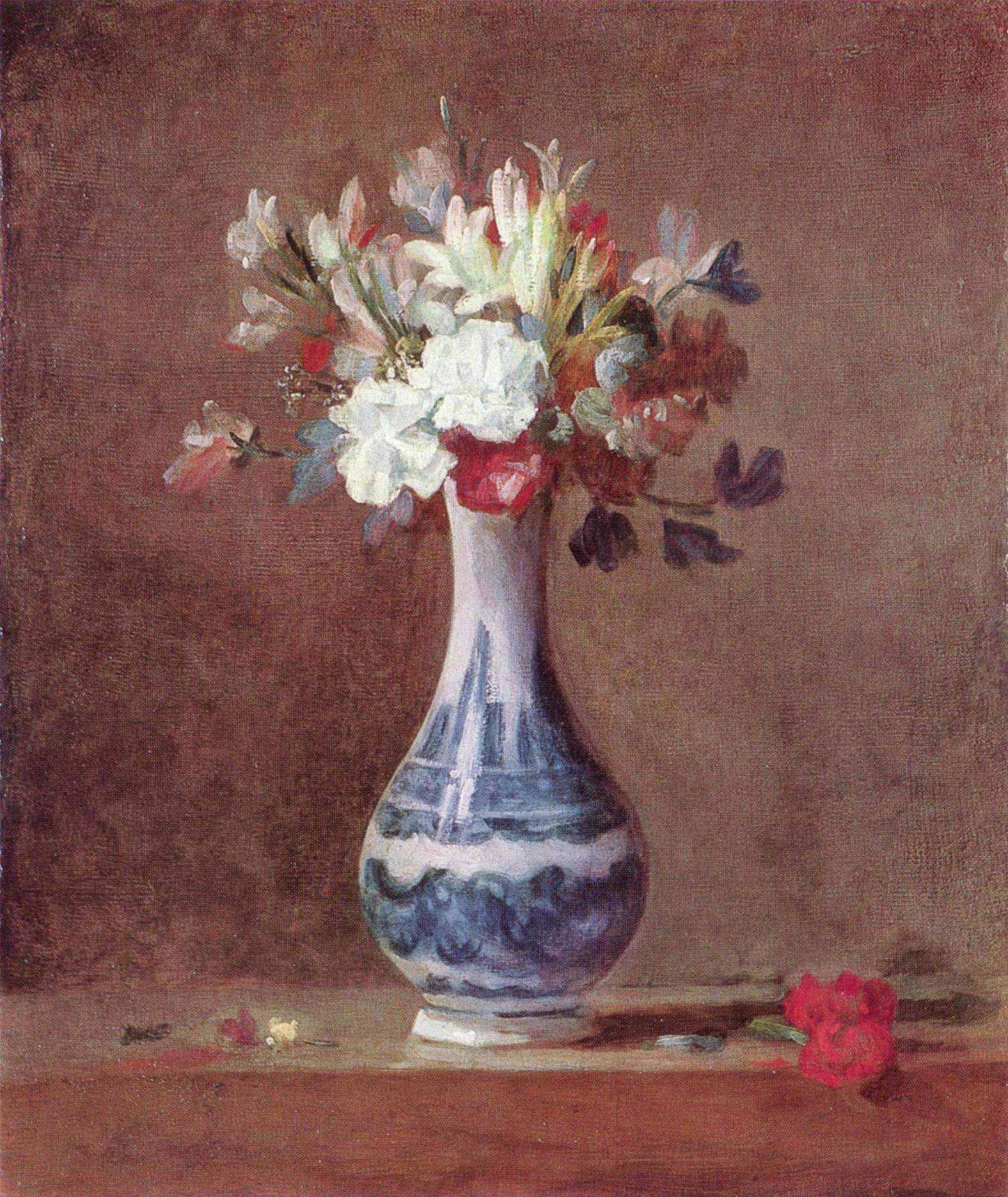
《カーネーションの花瓶（花瓶の花）》 1754年頃、油彩 (45.2x37.1 cm) スコットランド国立美術館（エジンバラ）
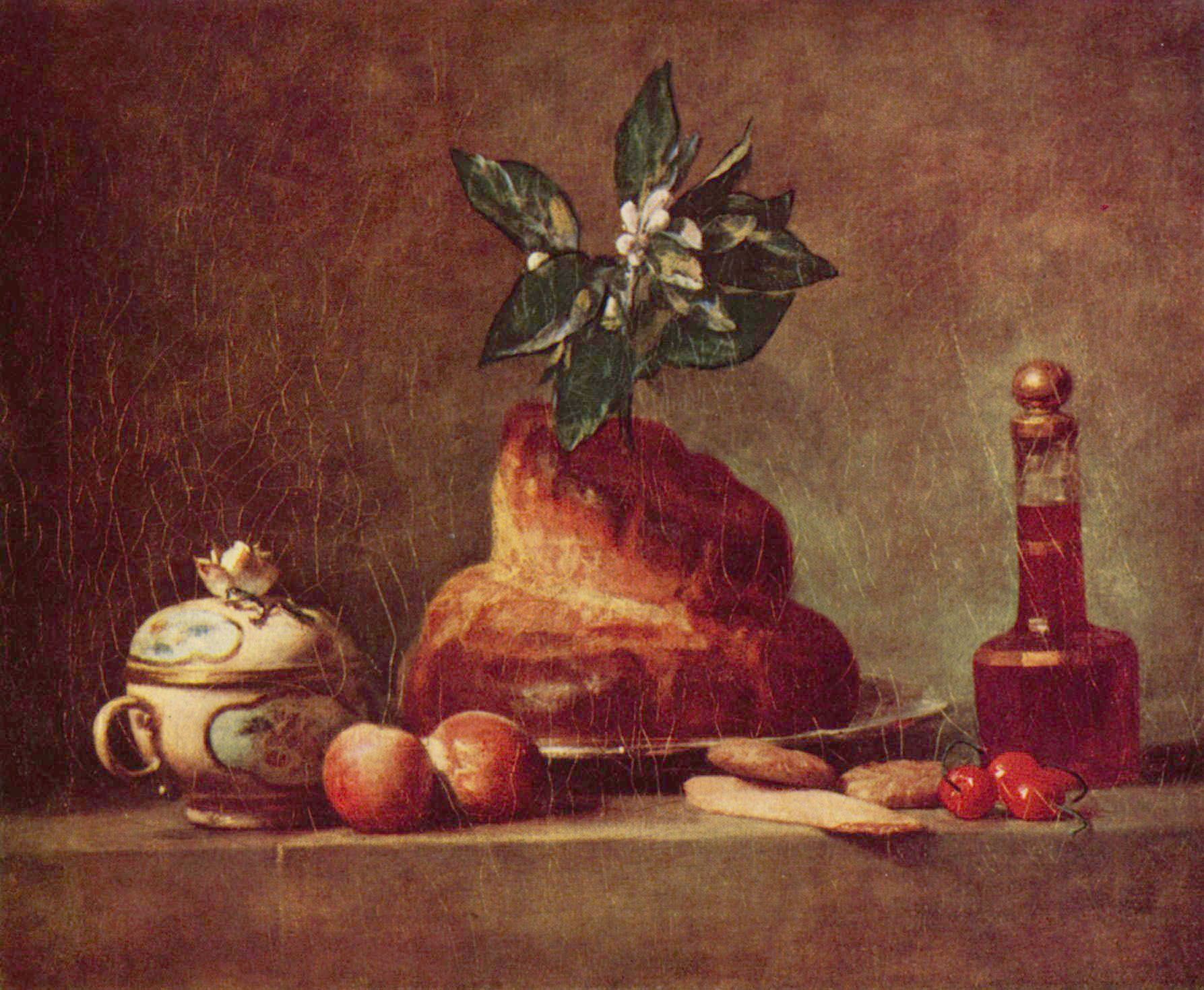
《ブリオッシュ》 1763年、油彩 (47x57 cm) ルーヴル美術館
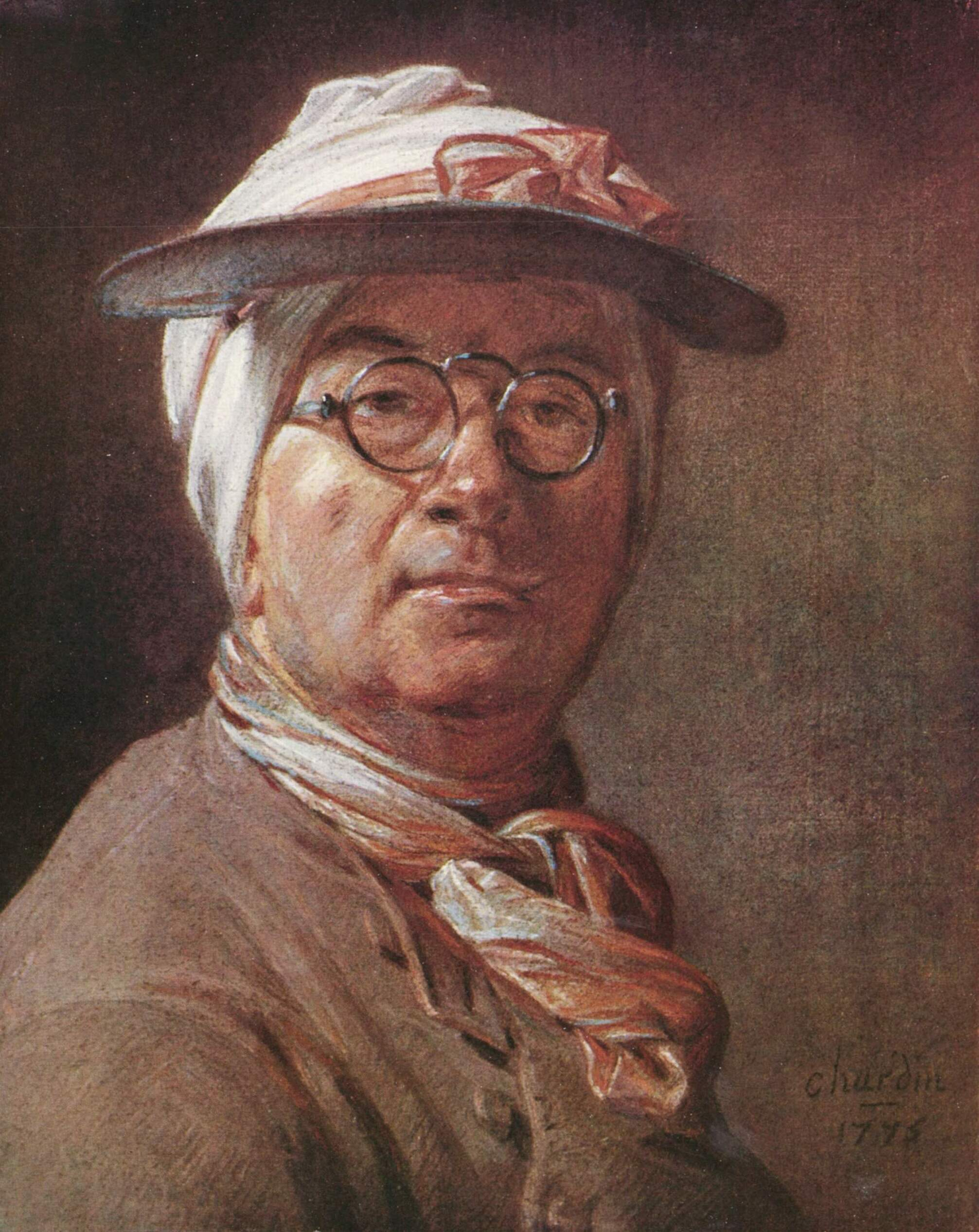
《日除けをかぶる自画像》 1775年  ルーヴル美術館
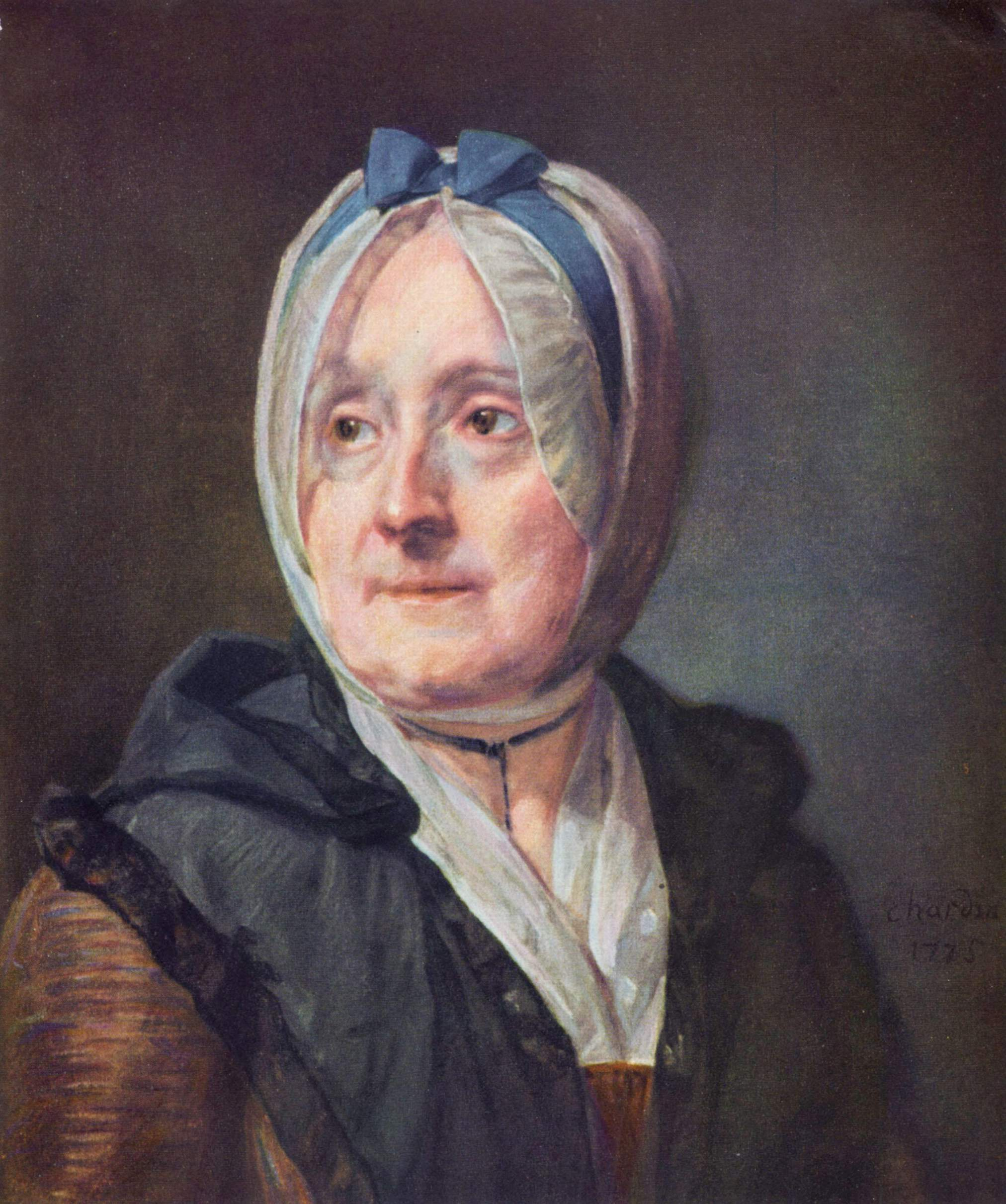
《シャルダン夫人》 1775年、パステル (46x38.5 cm) ルーヴル美術館

## 参照
1. ↑  “Jean-Baptiste-Simeon Chardin | French painter”.   Britannica. 2024年12月6日閲覧。
2. ↑  この節の伝記的事実は以下を参照：ピエール・ローザンベール（伊藤已令訳）「シャルダン略年譜」（『シャルダン展　静寂の巨匠』図録、三菱一号館美術館、2012）；Philip Conisbee, "Chardin, Jean-Siméon" (Grove Art Dictionary, Oxford UP, 2007)；Philip Conisbee, Chardin (Oxford: Phaidon, 1985)
3. ↑  鈴木杜幾子『フランス絵画の「近代」』講談社、1995, p. 16
4. ↑  Pierre Chardin: Tout l'oeuvre peint de Chardin (Paris; Flammarion, 1983)
5. ↑  Denis Diderot, Salons, ed. by Seznec & Adhémar, reprinted, Oxford, 1985, vol. IV. 鈴木杜幾子「第一章　家庭という名のユートピア　母・女中・台所 — ジャン＝シメオン・シャルダン」（『フランス絵画の「近代」　シャルダンからマネまで』講談社、1995, p. 36）に引用。
6. ↑  Pierre Rosenberg, Chardin: New Thoughts (Spencer Museum of Art, 1983)

## 邦語文献リスト
書籍
- 大野芳材「第六章　ジャン・シメオン・シャルダン」（『フランス近世の美術 — 国王の美術から市民の美術へ — 』財務省印刷局、2003）
- 小林康夫「『フェルメールの青』と『シャルダンの青』」（『青の美術史』ポーラ文化研究所』1999）
- 鈴木杜幾子『フランス絵画の「近代」　シャルダンからマネまで』講談社〈講談社選書メチエ〉、1995
- 伊藤已令「食前の祈り　風俗画に漂う詩情　ジャン＝バプティスト・シメオン・シャルダン」（『NHK日曜美術館　名画への旅：15　逸楽のロココ　18世紀』講談社、1993）
- 大島清次「ワトーとシャルダン」（『世界美術全集：10　ワトー／シャルダン』小学館、1979）
- 加藤民男「シャルダンとディドロ」（『フランス　絵画と文学の心』小沢書店、1980）
- 保苅瑞穂『プルースト・印象と隠喩』筑摩書房〈ちくま学芸文庫〉、1997
- 高階秀爾「第三章　十八世紀フランスの絵画」（『フランス絵画史』講談社〈講談社学術文庫〉、1990）
- 伊藤已令「市民絵画の誕生　静物画と風俗画」（『世界美術大全集：第18巻　ロココ』小学館、1996

研究論文（オンラインで閲覧可能なもの）
- 宮崎匠「"J=S・シャルダンの静物画におけるエスキースの影響"」（『美學』59(1), 2008年, pp. 113-126）
- 大野芳材「"シャルダン『食前の祈り』(ルーヴル美術館)と家族の図"」（『青山学院女子短期大学総合文化研究所年報』13, 2005年, pp. 33-51）
- 野口栄子「"シャルダンの描いた男性たち"」（関西学院大学『人文論究』47(4), 1998年, pp. 1-13）
- 藤原裕「"プルーストと絵画あるいは喜びの島の心象風景との共生"」（『立正大学人文科学研究所年報』34, 1997年, pp. 19-40）
- 野口栄子「"静物画と鑑賞者の距離 : ディドロのシャルダン批評をめぐって"」（関西学院大学『人文論究』46(4), 1997年, pp. 1-15）

図録・画集
- 『シャルダン展　静寂の巨匠』三菱一号館美術館、2012年
- ガブリエル・ノートン『シャルダン』大野芳材訳、西村書店、2002